# Pentanisia renifolia
Pentanisia renifolia är en måreväxtart som beskrevs av Bernard Verdcourt. Pentanisia renifolia ingår i släktet Pentanisia och familjen måreväxter. Inga underarter finns listade i Catalogue of Life.